# Skalka (Jihlava)
Skalka je neoficiální, ale všeobecně používané, označení lokality v Jihlavě, vymezené ulicemi Telečská, U Dvora, U Koželuhů a svahy Větrníku. Přímo nad Skalkou se nachází Krkavčí vrch, výběžek Větrníku. Lokalitou také prochází zeleně značená turistická stezka z centra Jihlavy směrem na Větrník a cyklotrasa č. 16 od ZOO Jihlava na Pístov. V říjnu 2016 zde přibylo workoutové hřiště.

## Studánka u Skalky

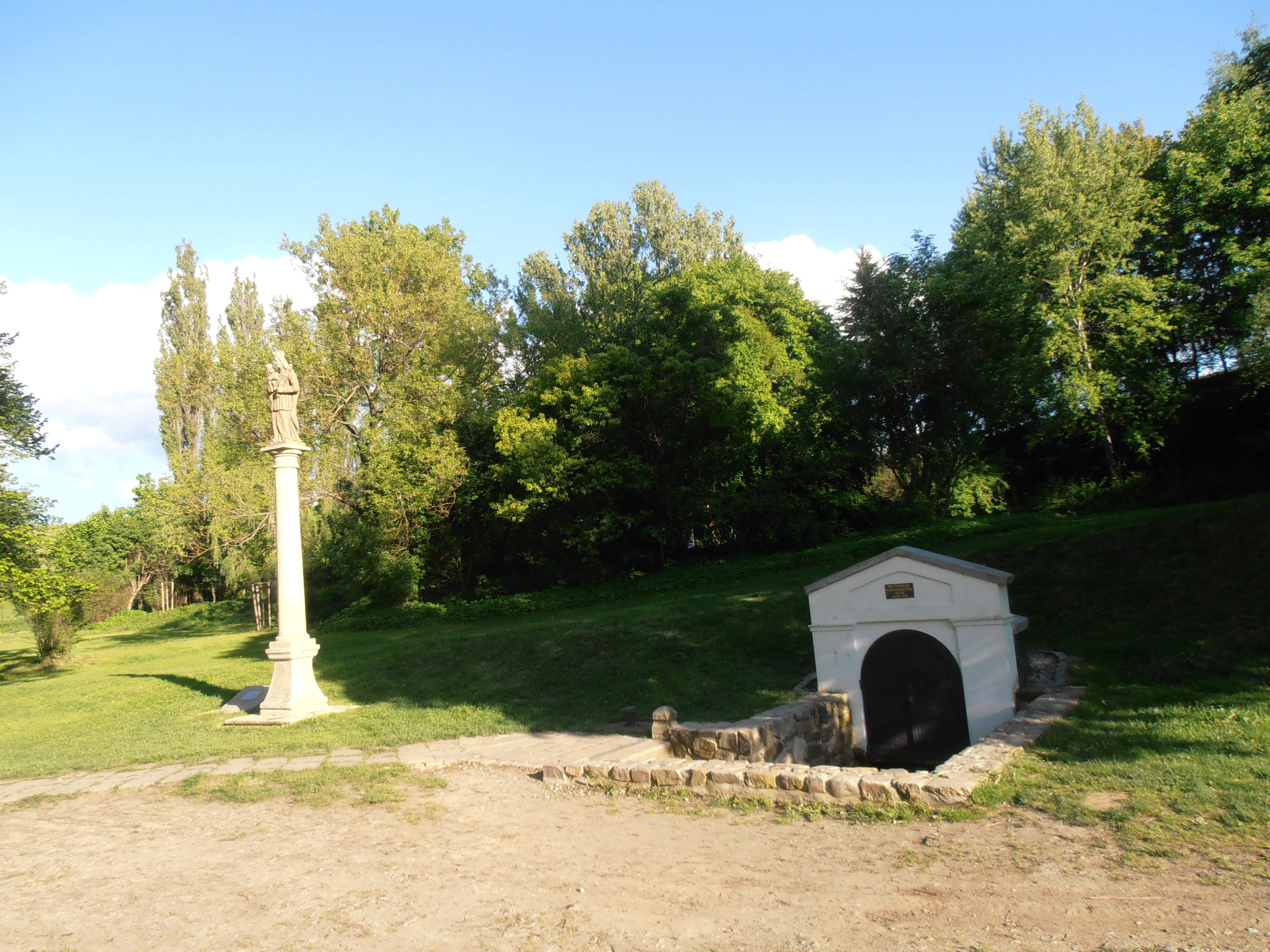
Studánka U Skalky a sloup se sochou Panny Marie

Stejně jako řada míst v Jihlavě a okolí má i Skalka svoji hornickou minulost. Šachta tady byla ražena pod Krkavčí vrch směrem k lesíku. Dnes po ní nejsou žádné stopy, vytékající důlní voda byla svedena do studánky U Skalky.
V roce 1926 přibyla nad pramenem zděná stavba od stavitele Dyntara s kamennou tabulkou s nápisem „Úber Anregung des Versschönerungsvereins IGLAU errichtet 1926“ (česky „Na památku zřízeno Okrašlovacím spolkem Jihlava roku 1926“), která nahradila původní kapličku, v níž stávala dřevěná kopie sošky Panny Marie Taferl. Voda je přiváděna trubkou ze svahu Krkavčího vrchu a zatrubněn je i odtok, vedoucí do, v této lokalitě rovněž zatrubněného, Koželužského potoka. V listopadu 2010 prošla kompletní rekonstrukcí. Z důvodu vysoké koncentrace radonu a manganu není pitná.
Hned vedle studánky stojí obnovený sloup se sochou Panny Marie s Ježíškem, jehož části byly objeveny při rekonstrukci studánky v roce 2011.

## Revitalizace lesoparku Skalka
V roce 2016 oznámila jihlavská radnice plány na revitalizaci Skalky. Výsledkem má být park, který by obyvatelům města sloužil k rekreaci a relaxaci. Nejdiskutovanějším tématem je odtrubnění Koželužského potoka, což řada obyvatel okolních ulic a zahrádkářů odmítá, z důvodu obav z povodní. Podle vedení města je však ochrana před povodněmi jedním z důvodů odtrubnění potoka, neboť zatrubnění je projektováno pouze pro desetiletou vodu. Místu by se tak alespoň částečně mohla vrátit podoba z doby před výstavbou nedalekého panelového sídliště v 70. letech 20. století (k zatrubnění potoka patrně došlo v roce 1969), kdy se jednalo o oblíbené výletní místo obyvatel města.
V půlce téhož roku však radnice od plánů na odtrubnění potoka na nátlak obyvatel ustoupila. Součástí revitalizace mají být i rekonstrukce hřišť a kompletní obnova bývalého koupaliště.